# Fritz Jüptner-Jonstorff
Fritz Jüptner-Jonstorff (* 2. Juni 1908 als Friedrich Joachim Freiherr Jüptner von Jonstorff in Wien; † 24. Oktober 1993 in Klosterneuburg) war ein österreichischer Filmarchitekt, der produktivste Szenenbildner des heimischen Nachkriegskinos der ersten zwanzig Jahre.

## Leben und Wirken
Der gebürtige Friedrich Freiherr Jüptner von Jonstorff, Sohn des Wiener Sektionschefs Anton Karl Friedrich Freiherr Jüptner von Jonstorff, hatte an der Technischen Bundeslehranstalt seiner Heimatstadt Wien Elektrotechnik studiert und anschließend die Wiener Kunstgewerbeschule besucht. Es folgte eine praktische Ausbildung zum Bühnenbildner und Elektrokonstrukteur.
Anfang der 1930er Jahre begann Jüptner-Jonstorff mit der Arbeit als Bühnenbildner in der österreichischen Hauptstadt. Weitere Theaterengagements führten ihn unter anderem nach Salzburg. Vor Kriegsausbruch kamen auch Aufträge vom Film als zweiter Architekt (z. B. 1935 bei Walter Reischs Episode) hinzu. Nach seiner ersten Zusammenarbeit mit dem angesehenen Bühnenbildner Otto Niedermoser im Jahre 1936 (Film Silhouetten) avancierte Jüptner-Jonstorff drei Jahre darauf bei der Deka-Film in Berlin zum alleinverantwortlichen Chefarchitekten.
1942 kehrte er nach Wien zurück. Dort arbeitete Jüptner-Jonstorff nur gelegentlich für führende Regisseure wie Willi Forst (Frauen sind keine Engel) und Gustav Ucicky (Das Herz muß schweigen), vornehmlich aber an durchschnittlicher Massenunterhaltung, vor allem nach 1945. Es handelte sich dabei häufig um anspruchsarme Lustspiele mit Theo Lingen und Peter Alexander, Romanzen und Schnulzen mit Waltraut Haas und Johanna Matz sowie überaus gefühlige k.u.k.-Reminiszenzen wie die Sissi-Trilogie, für die Jüptner-Jonstorff einige der prunkvollsten Kulissen des österreichischen Nachkriegskinos entwerfen durfte. Auch zwei weitere Historienstoffe mit Sissi-Darstellerin Romy Schneider, Mädchenjahre einer Königin und Die Deutschmeister, lebten nicht zuletzt von den plüschigen Dekors Jüptner-Jonstorffs.
Ab 1956 arbeitete Fritz Jüptner-Jonstorff regelmäßig mit dem Nachwuchsszenenbildner Alexander Sawczynski zusammen. 1970 zog er sich weitgehend vom Kinofilm zurück, stattete gelegentlich Werbefilme sowie einige ORF- und ARD-Fernsehproduktionen (z. B. die Serien Der Kurier der Kaiserin und Die Melchiors) aus.
Zu seiner Verwandtschaft zählen unter anderem der Chemiker und Metallurg Hans Jüptner von Jonstorff und die Regisseurin Claudia Jüptner-Jonstorff (* 1968) (ARD-Serie Der Winzerkönig).

## Filmografie (Auswahl)
- 1936: Silhouetten
- 1939: Weltrekord im Seitensprung
- 1939: Angelika
- 1940: Der rettende Engel
- 1941: Sonntagskinder
- 1941/49: Alles aus Liebe
- 1942: Frauen sind keine Engel
- 1943: Das Ferienkind
- 1943/45: Freunde
- 1944: Am Vorabend
- 1944: Das Herz muß schweigen
- 1944/48: Ulli und Marei
- 1944/48: Ein Mann gehört ins Haus
- 1947: Das unsterbliche Antlitz
- 1947: Der Hofrat Geiger
- 1948: Rendezvous im Salzkammergut
- 1948: Alles Lüge
- 1948: Anni
- 1948: Der himmlische Walzer
- 1948: Königin der Landstraße
- 1948: Fregola
- 1949: Höllische Liebe
- 1949: Bergkristall
- 1949: Ein bezaubernder Schwindler
- 1949: Mein Freund Leopold (Mein Freund, der nicht nein sagen kann)
- 1949: Ruf aus dem Äther
- 1949: Großstadtnacht
- 1950: Der Theodor im Fußballtor
- 1950: Jetzt schlägt’s 13 (Es schlägt 13)
- 1950: Der Wallnerbub (Das Jahr des Herrn)
- 1951: Fünf Mädchen und ein Mann (A Tale of Five Cities)
- 1951: Verklungenes Wien
- 1951: Der schweigende Mund
- 1951: Zwei in einem Auto
- 1952: Der Mann in der Wanne
- 1952: Gefährliches Abenteuer
- 1952: Saison in Salzburg
- 1953: Tingeltangel (Praterherzen)
- 1953: Pünktchen und Anton
- 1953: Einmal keine Sorgen haben
- 1953: Der Feldherrnhügel
- 1953: Auf der grünen Wiese
- 1953: Die Perle von Tokay
- 1953: Im Krug zum grünen Kranze (Die 5 Karnickel)
- 1953: Du bist die Welt für mich
- 1954: Ein Haus voll Liebe
- 1954: Mädchenjahre einer Königin
- 1955: Ja, so ist das mit der Liebe (Ehesanatorium)
- 1955: An der schönen blauen Donau
- 1955: Die Deutschmeister
- 1955: Geheimnis einer Ärztin
- 1955: Seine Tochter ist der Peter
- 1955: Die Sennerin von St. Kathrein
- 1955: Sissi
- 1956: Opernball
- 1956: Wenn Poldi ins Manöver zieht (Manöverzwilling)
- 1956: Sissi – Die junge Kaiserin
- 1957: Scherben bringen Glück
- 1957: Und so was will erwachsen sein (Die Winzerin von Langenlois)
- 1957: Sissi – Schicksalsjahre einer Kaiserin
- 1958: Das Dreimäderlhaus
- 1958: Hoch klingt der Radetzkymarsch
- 1958: Wenn Mädchen ins Manöver zieh’n
- 1958: Mikosch im Geheimdienst
- 1958: Man müßte nochmal zwanzig sein
- 1959: Ich bin kein Casanova
- 1959: Zwölf Mädchen und ein Mann
- 1959: Wenn das mein großer Bruder wüßte
- 1960: Meine Nichte tut das nicht
- 1960: Kriminaltango
- 1960: Mit Himbeergeist geht alles besser
- 1961: Die Abenteuer des Grafen Bobby
- 1961: Junge Leute brauchen Liebe
- 1961: Mariandl
- 1961: Saison in Salzburg
- 1961: Die Fledermaus
- 1962: Das süße Leben des Grafen Bobby
- 1962: Die lustige Witwe
- 1962: Mariandls Heimkehr
- 1962: Waldrausch
- 1962: Hochzeitsnacht im Paradies
- 1963: Der Musterknabe
- 1963: Charleys Tante
- 1963: Ein Alibi zerbricht
- 1963: Schwejks Flegeljahre
- 1964: Hilfe, meine Braut klaut
- 1964: Heirate mich, Chéri
- 1964: … und sowas muß um 8 ins Bett
- 1965: Das ist mein Wien
- 1965: Heidi
- 1966: Graf Bobby, der Schrecken des Wilden Westens
- 1966: In Frankfurt sind die Nächte heiß
- 1966: Schwanensee
- 1968: Paradies der flotten Sünder
- 1968: Ich spreng’ Euch alle in die Luft – Inspektor Blomfields Fall Nr. 1
- 1968: Donnerwetter! Donnerwetter! Bonifatius Kiesewetter
- 1969: Die tolldreisten Geschichten – nach Honoré de Balzac
- 1970: Wenn du bei mir bist
- 1970: Hurra, unsere Eltern sind nicht da
- 1973: Ein Käfer auf Extratour